# プロジェクトS
『プロジェクトS』（原題：超級計劃、英題：Once a Cop）は1993年製作の、ミシェール・キング（現：ミシェル・ヨー）主演の香港映画。

## 概要
『ポリス・ストーリー3』に登場したヤン・ホアを主人公としたスピンオフ作品。主演は、同作でもヤンを演じたミシェール・キング（現：ミシェル・ヨー）。
前作で主演したジャッキー・チェンが、同役（チェン・カクー役）でワンシーンのみカメオ出演している。

## キャスト
※括弧内は日本語吹替
- ヤン - ミシェール・キング（一城みゆ希）
- チョン・フェン - ユー・ロングァン(堀之紀)
- ミン - エミール・チョウ（星野充昭）
- チュアン - ディック・ウェイ（中田和宏）
- ルン - ルイス・ファン(辻谷耕史)
- メイ - アテナ・チュー
- フォン - トン・ピョウ（広瀬正志）
- チュウ - ボウイ・ラム
- ロジャー・デヴィッドソン - アラン・グーニエー（秋元羊介）
- チェン・カクー - ジャッキー・チェン（石丸博也）
- 女装した強盗 - エリック・ツァン（沢木郁也）
- 日本人テロリスト - シンシア・ラスター

## スタッフ
- 監督：スタンリー・トン
- 製作：ソー・ハウリョン、バービー・ドン
- 脚本：スタンリー・トン、モク・ダンハン、シウ・ライキン
- 撮影：アンディ・ラム